# آلکس چاندره دی اولیویرا
آلکس چاندره دی اولیویرا (به پرتغالی: Alex Chandre de Oliveira) مهاجم اهل برزیل است که در شهر کوریتیبا و در تاریخ ۲۱ دسامبر ۱۹۷۷ به دنیا آمده‌است.
آلکس چاندره دی اولیویرا در تیم‌های فوتبال Paraná، Chengdu Wuniu، Shaanxi Guoli، Seixal، Paraná، Daejeon Citizen، Avaí، Montedio Yamagata، Bahia، باشگاه فوتبال هانگژو گرین‌تاون، Avaí، باشگاه فوتبال هانگژو گرین‌تاون، São Caetano، Santa Helena سابقهٔ حضور دارد.